# Danderyds skeppslag

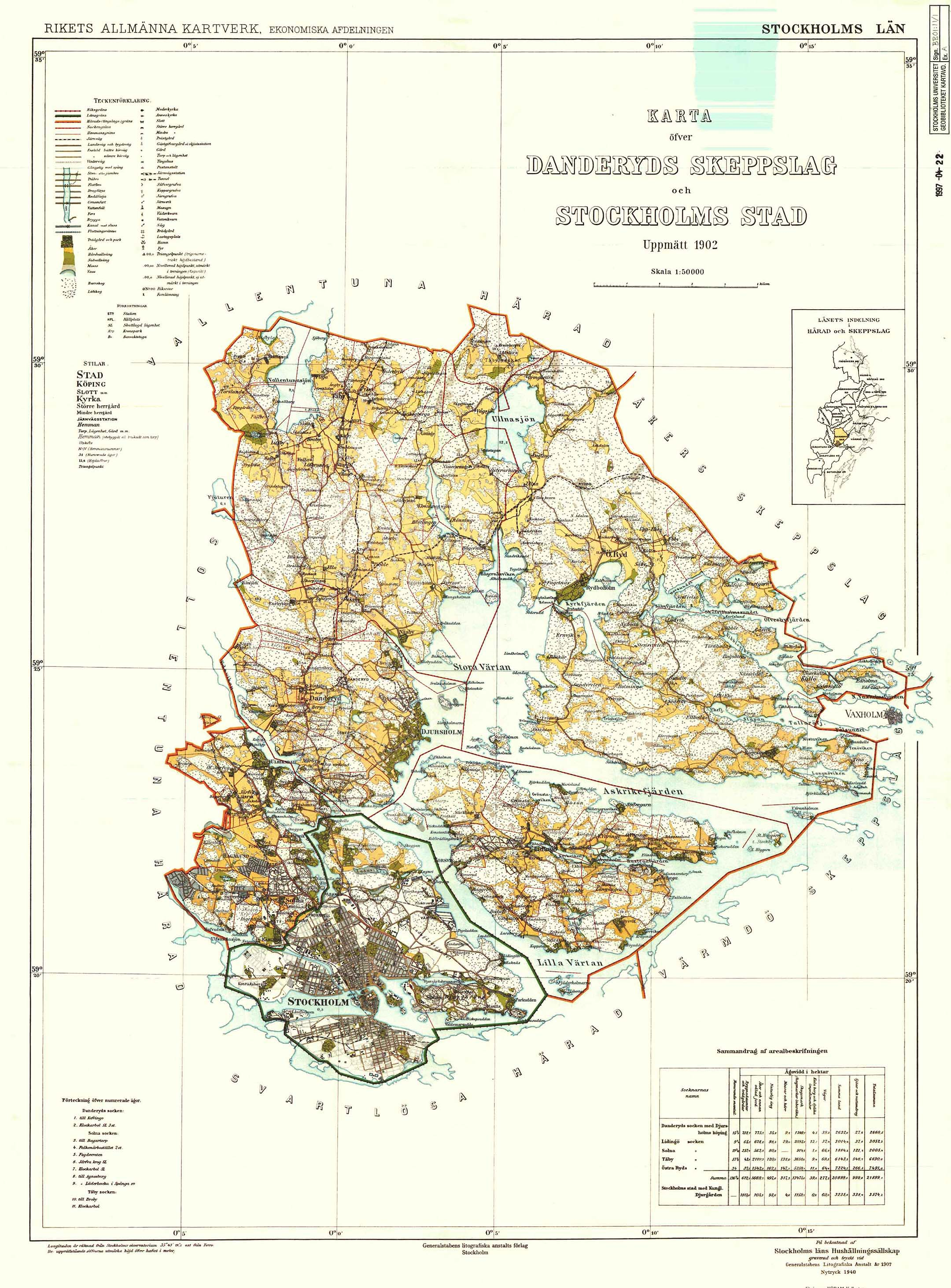
Danderyds skeppslag och Stockholms stad 1902.

Danderyds skeppslag var ett skeppslag (härad) i sydöstra Uppland. Skeppslaget motsvarande nuvarande Danderyd, Täby, Lidingö och Solna kommuner samt delar av Stockholms, Österåker och Vaxholms kommuner. Samtliga kommuner är idag en del av Stockholms län. Den totala arealen omfattade drygt 216 km² och befolkningen uppgick år 1905 till 18 625 invånare.
Skeppslagets tingsplats låg troligtvis ursprungligen vid Danderyds kyrka, för att i mitten av 1700-talet flytta till gästgivaregården vid Ensta i Täby socken. År 1844 flyttades det till Stallmästaregården i Solna socken och flyttade 1907 till Haga tingshus för att i augusti 1951 flytta till Stockholm. 

## Geografi
Danderyds skeppslag ligger åt norr och nordost från Stockholms kommun och omgärdar i söder havsvikarna Brunnsviken, Edsviken, Stora och Lilla Värtan samt Askrikefjärden.  Det består dels av skärgård med större och mindre öar, dels av smala kuststräckor som förr sannolikt även var skärgård, och ännu är genomskurna av fjärdar och vikar; omväxlar överallt med bergkullar, klippor, dalgångar, mindre slättområden och mera vidsträckta skogsmarker. Numera är den västra delen av skeppslaget i hög grad exploaterat, medan det östligare belägna Bogesundslandet är betydligt mer lantligt. Skeppslaget gränsade mot Sollentuna härad i väster, Vallentuna i nordväst, Åkers skeppslag i nordost, samt Saltsjön i öster och sydost.
I skeppslaget låg två köpingar som sedermera blev städer - Djursholms köping och Lidingö köping - tre andra köpingar - Danderyds köping, Stocksunds köping och Täby köping - samt en rad municipalsamhällen. Dessutom ligger på häradets ursprungliga område numera ytterligare tre städer  Stockholms stad, Solna stad och Vaxholms stad. Stora delar av skeppslagets område är idag en del av tätorten Stockholm. Största tätorter i övrigt är Täby och Vaxholm.

### Socknar
Danderyds skeppslag omfattade sedermera fem socknar.  Detta omfattade även större delen av Kungliga Djurgården som löd under överståthållarämbetets jurisdiktion.
I Österåkers, Vaxholms, Täby och Lidingö kommuner
- Östra Ryd

I Täby kommun
- Täby

I Danderyds kommun
- Danderyd

I Lidingö kommun
- Lidingö

I Solna kommun
- Solna

Vaxholms stad hade egen jurisdiktion, rådhusrätt, till 1948 då den blev en del av Södra Roslags domsagas tingslag.

## Historia
Danderyds skeppslag var en del av det medeltida uppländska folklandet Roden. Skeppslaget fick sitt namn efter socknen med samma namn. Namnets betydelse är omtvistad och skrivs år 1291 Danarö, år 1304 Danarör och år 1661 Danderÿ socken. -ör eller -rör betyder röse, gravröse eller stensamling och Dana syftar antingen på en sankmark eller på danskarna - således antingen Röset vid sankmarken (vid Danderyds kyrka) eller Danskarnas gravröse.  
Det som kom att bli Danderyds skeppslag var länge uppdelat i två, där den norra delen med centrum i Östra Ryds socken, bildade ett separat skeppslag kallat Ryds skeppslag.
Danderyds skeppslag (med Ryd) hade senast vid 1500-talets början fått sina gränser, även om Solna socken under 1380-talet omnämns som ett eget skeppslag. 
Områdets centrala läge i de södra Upplandsbygderna och närheten till huvudstaden gör givetvis skeppslagets historia till djup och mångfacetterad. Innan landhöjningen torrlagt landskapet fanns här många vattenleder som förband området med Upplands inland. Under yngre järnåldern utvecklades ett välmående samhälle i trakterna kring nuvarande Täby och Vallentuna kyrka. Här finns bland annat den omtalade Jarlabankes bro som var en del i den så kallade Attundavägen. Det faktum att det var ett skeppslag betydde också att Danderyd ställde flera fartyg till förfogande i kungens ledung. Under den senare delen av medeltiden reducerades området till att bli en stadsnära landsbygd, och det egentligen inte förrän de första broarna började slås över Stocksundet på 1700- och 1800-talet som området upplevde ett uppsving. Under det sena 1800- och tidiga 1900-talet uppstod längs Roslagsbanans sträckning här Stockholms mest förmögna borgarförstäder i Stocksund, Enebyberg och Djursholm och senare också längre ut i Täby och på Lidingö. 
I Danderyds skeppslag ligger en rad förnämliga slott och herresäten, däribland Karlberg och Näsby som idag innehas av Försvarsmakten respektive Statens Fastighetsverk, Djursholm som nu är Danderyds kommunhus, de kungliga slotten i Ulriksdal och Haga där kung Carl XVI Gustaf föddes, Rydboholm där Gustav Vasa växte upp, Per Brahe d.y.:s Bogesund och givetvis Vaxholms fästning som länge bevakade det enda inloppet till Stockholm.

## Län, fögderier, domsagor, tingslag och tingsrätter
Häradet har sedan 1715 hört till Stockholms län, innan dess Upplands län (1634–1639, 1648–1651, 1654–1714) och i perioderna däremellan till Stockholms län. Församlingarna i häradet tillhör(de) alla före 1 juli 1942 Uppsala stift, därefter till Stockholms stift. 
Häradets socknar hörde till följande fögderier:
- 1720–1852 Sollentuna, Vallentuna, Danderyds fögderi
- 1853–1881 Sollentuna, Vallentuna, Färentuna och Danderyds fögderi
- 1882–1885 Danderyds, Åkers, Värmdö fögderi
- 1886–1917 Vaxholms fögderi
- 1918– Danderyds fögderi till 1932 för Lidingö socken, till 1946 för Solna Täby och Östra Ryds socknar, från 1967 för Östra Ryds socken
- 1932–1945 Värmdö fögderi för Lidingö socken
- 1946–1948 Åkers fögderi för Lidingö, Täby och Östra Ryds socknar
- 1946– Solna fögderi för Solna socken
- 1949–1966 Lidingö-Täby fögderi för Lidingö och Täby socknar
- 1949–1966 Värmdö fögderi för Östra Ryds socken
- 1967–1990 Lidingö fögderi för Lidingö socken
- 1967–1990 Täby fögderi

Häradets socknar tillhörde följande domsagor, tingslag och tingsrätter:
- 1680 Danderyds, Värmdö, Sollentuna, Sotholms, Svartlösa och Öknebo häraders domsaga med
  - Danderyds skeppslags tingslag
- 1681–1689 Danderyds, Sollentuna, Sotholm, Svartlösa, Öknebo, Vallentuna, och Seminghundra härad/skeppslag domsaga med
  - Danderyds skeppslags tingslag
- 1689–1714 Danderyds, Värmdö, Sollentuna, Ärlinghundra, Bro, Håbo och Åkers häraders domsaga med
  - Danderyds skeppslags tingslag
- 1715–1718 Danderyds, Långhundra, Seminghundra, Vallentuna, Ärlinghundra, Åkers, Värmdö och Sollentuna härad/skeppslag domsaga med
  - Danderyds skeppslags tingslag
- 1719–1770 Danderyds, Långhundra, Seminghundra, Vallentuna, Ärlinghundra, Åkers, Värmdö, Sollentuna och Färentuna häraders/skeppslags domsaga med
  - Danderyds skeppslags tingslag
- 1771–1843 Danderyds, Värmdö, Sollentuna, Vallentuna och Åkers häraders domsaga med
  - Danderyds skeppslags tingslag
- 1844–1906 Danderyds, Värmdö, Sollentuna, Färentuna och Åkers häraders domsaga, från 1870 benämnt Södra Roslags domsaga  med
  - Danderyds skeppslags tingslag
- 1907–1970 Södra Roslags domsaga (Danderyds, Värmdö och Åkers, samt till 1916 Sollentuna och Färentuna härader och där 1951 Solna stad utbröts som bildade en egen domsaga)  med
  - 1907–1970 Södra Roslags domsagas tingslag
- 1951–1970 Solna domsaga För Solna socken
  - Solna domsagas tingslag

- 1971–2007 Södra Roslags tingsrätt och dess domsaga, ej för Solna kommun
- 1971– Solna tingsrätt och dess domsaga för Solna kommun
- 2007– Attunda tingsrätt och dess domsaga ej Solna och Lidingö kommuner
- 2007– Stockholms tingsrätt och dess domsaga för Lidingö kommun

### Webbkällor
- Nationella arkivdatabasen för uppgifter om fögderier, domsagor, tingslag och tingsrätter